# زيمباخ أم إن
زيمباخ آم اين (بالألمانية: Simbach am Inn) هي بلدة ألمانية تقع في ألمانيا في منطقة غوتال-إن. يقدر عدد سكانها بـ 9,878 نسمة .

## المدن التوأمة
مدن براوناو آم إن، Skipton و تولميزو هي مدن توأمة لـزيمباخ آم اين.